# فرط القعدات
كَثْرَةُ الْقَعْدَاتِ أَوْ فَرْطُ الْقَعْدَاتِ (بالإنجليزية: Basophilia)‏ هِي حَالَةُ وُجُودِ أَكْثَرِ مَنْ مِئتِي خَلِيَّةَ دَمِ بَيْضَاءِ قَاعِدِيَّةِ لِكُلِّ ميكرولتر فِي الدَّمِ الْوَرِيدِيِّ.
خَلَاَيَا الدَّمِ الْبَيْضَاءِ الْقَاعِدِيَّةِ هِي الْأَقَلُّ عَدَدًا مِنَ الْخَلَاَيَا النُّخَاعِيَّةِ (نَقْوَيَةَ الْمُنْشَأِ)، وَمِنِ النَّادِرِ أَنَّ تَكَوُّنَ أَعْدَادِهَا مُرْتَفِعَةً بِشَكْلِ غَيْرِ طَبِيعِيِّ دُونَ تَغْيِيرٍ فِي مُكَوِّنَاتِ الدَّمِ الْأُخْرَى. بَدَّلَا مِنْ ذَلِكَ، غَالِبًا مَا يُقَتِّرْنَ فَرْطَ الْقَعْدَاتِ بِحَالَاتٍ آخرَى خَاصَّةً بِخَلَاَيَا الدَّمِ الْبَيْضَاءِ الْأُخْرَى مِثْلُ فَرْطِ اليوزينيات (الْحَمْضَاتِ) الَّتِي تَوْصُفُ عَلَى أَنَّهَا مُسْتَوَيَاتُ عَالِيَةُ مَنِ الْخَلَاَيَا الْحَمْضِيَّةِ فِي الدَّمِ. يُمْكِنُ التَّعَرُّفُ عَلَى الْخَلَاَيَا الْقَاعِدِيَّةِ بِسُهولَةٍ مِنْ خِلَالَ اللَّوْنِ الْأَزْرَقِ لِلْحَبيبَاتِ دَاخِلٌ كُلَّ خَلِيَّةٍ، مَعَ تَمْييزِهَا عَلَى أَنَّهَا خَلِيَّةُ دَمِ بَيْضَاءِ مُحَبَّبَةِ، بِالْإضَافَةِ إِلَى نَوَى مُجَزَّأَةِ.

## الأسباب
يُمْكِنُ أَنْ تُعْزَى كَثْرَةُ الْقَعْدَاتِ إِلَى الْعَدِيدِ مِنَ الْأَسْبَابِ وَعَادَةً مَا لَا تَكَوُّنُ دليلًا كَافِيًا وَحَدَّهُ لِلدَّلَالَةِ عَلَى حَالَةٍ مُعَيَّنَةٍ عِنْدَ عُزْلِهَا عَلَى أَنَّهَا نَتِيجَةُ تَحْتَ الْفَحْصِ الْمِجْهَرِيِّ. بِالْاِقْتِرَانِ مَعَ النَّتَائِجِ الْأُخْرَى، مِثْلُ الْمُسْتَوَيَاتِ غَيْرَ الطَّبِيعِيَّةِ مِنَ الْخَلَاَيَا الْمُتَعَادِلَةِ، قَدْ يُشِيرُ إِلَى الْحَاجَةِ إِلَى مَزِيدٍ مِنَ الْعَمَلِ. عَلَى سَبِيلِ الْمِثَالِ، تُشِيرُ الدَّلَائِلُ الْإِضَافِيَةُ عَلَى أَنَّ زِيحَانِ النَّوَاةَ فِي الْخَلَاَيَا الْمُتَعَادِلَةِ الْعَدْلَاتِ الْمُتَغَيِّرَةِ إِلَى الْيَسَارِ جَنْبًا إِلَى جَنْبِ مَعَ فَرْطِ الْقَعْدَاتِ إِلَى وُجُودِ اِحْتِمَالِيَّةِ كَبِيرَةِ لِوُجُودِ مَرَضِ اللوكيميا النُّخَاعِيَّةَ الْمُزْمِنَةَ، أَوْ مَرَضُ التَّكَاثُرِيِّ النقوي الْبَدِيلَ. بِالْإضَافَةِ إِلَى ذَلِكَ، وُجُودَ فَرْطِ الْقَعْدَاتِ مَعَ الْعَدِيدِ مِنَ الْخَلَاَيَا الْأَرُومِيَّةِ الْمُنْتَشِرَةِ فِي الدَّمِ إِلَى اِحْتِمَالِ الْإصَابَةِ باللوكيميا النُّخَاعِيَّةَ الْحَادَّةَ. قَدْ يَكُونُ اِرْتِفَاعُ الْخَلَاَيَا الْقَاعِدِيَّةِ أَيْضًا مُمَثِّلًا لِلْعَدِيدِ مِنَ الْأَوْرَامِ الْأَسَاسِيَّةِ الْأُخْرَى مِثْلُ كَثْرَةِ الْحُمُرِ الْحَقِيقِيَّةِ، أَوْ تُلَيِّفُ نُقَوِّي، أَوْ كَثْرَةُ الصَّفِيحَاتِ، أَوْ فِي حَالَاتٍ نَادِرَةٍ، الْأَوْرَامَ الصّلْبَةَ. الْأَسْبَابُ الْجِذْرِيَّةُ الْبَدِيلَةُ بِخِلَاَفِ هَذِهِ الْمُضَاعَفَاتِ الْوَرَمِيَّةِ هِي الْأَكْثَرُ شُيُوعًا رُدُودَ الْفِعْلِ التَّحَسُّسِيَّةِ أَوِ الْاِلْتِهَابُ الْمُزْمِنُ الْمُرْتَبِطُ بِالْعَدْوَى مِثْلُ السُّلِّ أَوِ الأنفلونزا أَوِ اِضْطِرَابُ الْأَمْعَاءِ الْاِلْتِهَابِيَّ أَوْ مَرَضُ الْمَنَاعَةِ الذَّاتِيَّةِ الْاِلْتِهَابِيِّ. فَقْرُ الدَّمِ الْاِنْحِلَالِيِّ الْمُزْمِنِ وَالْأَمْرَاضِ الْمُعَدِّيَّةِ مِثْلُ الْجُدَرِيِّ تَظْهَرُ أَيْضًا مُسْتَوَيَاتٍ مُرْتَفِعَةٍ مِنَ الْخَلَاَيَا الْقَاعِدِيَّةِ. يُمْكِنُ أَنْ يَرْتَبِطَ اِسْتِخْدَامُ بَعْضِ الْأَدْوِيَةِ وَتُنَاوِلُ الطَّعَامَ أَيْضًا بِأَعْرَاضِ فَرْطِ الْقَعْدَاتِ.

## التشخيص
يُمْكِنُ الْكَشْفُ عَنْ فَرْطِ الْقَعْدَاتِ مِنْ خِلَالَ تَعْدَادِ الدَّمِ الْكَامِلِ (CBC). يُمْكِنُ تَحْدِيدُ السَّبَبِ الْجِذْرِيِّ لِحُدوثِ فَرْطِ الْقَعْدَاتِ مِنْ خِلَالَ خِزْعَةِ نَقِيِّ الْعَظْمِ أَوِ الْاِختبَارُ الْجِينِيُّ لِلْبَحْثِ عَنِ الطَّفْرَاتِ الْجِينِيَّةِ أَوِ الْمَوْجَاتُ فَوْقَ الصَّوْتِيَّةِ لِتَحْدِيدِ تَضَخُّمِ الطِّحَالِ. يُمْكِنُ اِسْتِخْدَامُ شَفْطِ النَّقِيِّ الْعَظْمِيِّ لِتَأْكِيدِ زِيَادَةِ الْخَلَاَيَا الْقَاعِدِيَّةِ أَوْ أَعْدَادُ كَبِيرَةُ بِشَكْلِ مَلْحُوظِ مِنَ السلائف لِلْخَلَاَيَا الْحَبيبِيَّةِ. نَظَرًا لِأَنَّ فَرْطَ الْقَعْدَاتِ مَوْجُودٌ فِي مَجْمُوعَةُ وَاسِعَةُ مِنَ الْحَالَاتِ السَّرِيرِيَّةِ، اِعْتِمَادًا عَلَى مَجْمُوعَةٍ مُتَنَوِّعَةٍ مِنَ الْأَسْبَابِ الْأَسَاسِيَّةِ، يَجِبُ التَّحَقُّقُ مِنَ الْعَلَاَمَاتِ وَالْأَعْرَاضِ التَّكْميلِيَّةِ مِنْ أَجَلِ التَّشْخِيصَ.
إِذَا تَمِّ الْكَشْفِ عَنْ تَضَخُّمِ الطِّحَالِ، فَقَدْ يَشْتَبِهُ فِي مُتَلَازِمَةُ تَكَاثُرِ النَّقِيِّ. الْأَعْرَاضُ الْمُرْتَبِطَةُ جَوْهَرِيًّا مِثْلُ الْحُمَّى، وَالشُّعُورَ بِالضَّيِّقِ، وَالْحِكّةَ بِسَبَبِ إِفْرَازِ الهيستامين، وَالتَّعَبَ، وَأَلُمِ الرُّبُعَ الْعَلَوِيَّ الْأَيْمَنَ قَدْ تَكُونُ مَوْجُودَةٌ فِي الْمَرِيضِ الْمُصَابِ. فِي بَعْضِ الْحَالَاتِ الْمَرَضِيَّةِ، مِثْلُ كَثْرَةِ الْحُمُرِ الْحَقِيقِيَّةِ، أَوِ اِحْمِرَارُ الْأَطْرَافِ الْمُؤْلِمِ، أَوْ حَرْقُ رَاحَتِي الْيَدَيْنِ وَالْأخمَصَيْنِ، إِلَى جَانِبِ كَثْرَةِ الصَّفِيحَاتِ أَمَرَّ شَائِعٌ. قَدْ تَتَطَلَّبُ هَذِهِ الْأَعْرَاضِ الشَّدِيدَةِ عِنَايَةَ عَاجِلَةَ. إِذَا كَانَتْ فَرْطُ الْقَعْدَاتِ وَالْأَعْرَاضِ الْمَذْكُورَةِ أعْلَاِهِ مَوْجُودَةَ مَعَ فَرْطِ اليوزينيات (الْحَمْضَاتِ) الْمُتَزَامِنَ أكْبَرُ مَنْ 1500 خَلِيَّةٍ لِكُلِّ مكرولتر، يُمْكِنُ النَّظَرُ فِي مُتَلَازِمَةُ فَرْطِ اليوزينيات. فِي حَالَاتِ الْحَسَّاسِيَّةِ الْكَامِنَةِ أَوِ الْحَسَّاسِيَّةُ الضائرة، قَدْ يَظْهَرُ الطَّفْحُ الْجَلْدِيُّ.
بَعْدَ تَقْيِيمِ الْأَعْرَاضِ، يَتِمُّ فَحْصُ لطاخة الدَّمَ الْمُحِيطِيَّةَ مِنْ أَجَلِ تَحْدِيدِ عَدَدِ الْخَلَاَيَا. فِي حَالَاتِ الْأَوْرَامِ النُّخَاعِيَّةِ الْمُفْتَرَضَةِ، سَيَتِمُّ إِجْرَاءُ خِزْعَةٍ مِنْ نَقِيِّ الْعَظْمِ بِاِسْتِخْدَامِ التَّحْلِيلِ الْوِرَاثِيِّ الْخِلْوِيِّ. يَسْتَخْدِمُ هَذَا النَّوْعِ مِنَ الْاِختبَارَاتِ الْأَنْمَاطَ النَّوَوِيَّةَ للكروموسومات لِكُلِّ نَوْعٍ مِنَ الْخَلَاَيَا الدَّمَ الْبَيْضَاءَ وَيَبْحَثُ عَنْ خَلَلِ كَبِيرِ فِي أَيِّ مِنَ الْأَنْمَاطِ التَّقْليدِيَّةِ الَّتِي يَمِّكُنَّ أَنْ تُدَعِّمَ تَشْخِيصُ عَمَلِيَّةُ الْأَوْرَامِ. لَا تَسَبُّبُ فَرْطِ الْقَعْدَاتِ مِنْ تِلْقَاءِ نَفْسُهَا الْكَثِيرَ مِنَ الْمُضَاعَفَاتِ بِخِلَاَفِ تِلْكَ الْمُتَعَلِّقَةِ بِالْحَالَةِ الْمُسَبِّبَةِ الْأَوَّلِيَّةِ. وَمَعَ ذَلِكَ، يُمْكِنُ أَنْ تَتَحَلَّلَ الْخَلَاَيَا الْقَاعِدِيَّةُ مُسَبِّبَةُ تَلَفِ الأنسجة، وَلَكِنَّ يَمَّكُنَّ تَجَنَّبَ ذَلِكَ مَنْ خِلَالَ الْاِكْتِشَافِ الْمُبَكِّرِ وَالتَّدَخُّلِ.

## العلاج
تُعَالِجُ فَرْطُ الْقَعْدَاتِ، كَأَنَّهَا حَالَةُ ثَانَوِيَّةُ فِي الْمَقَامِ الْأَوَّلِ، مِنْ خِلَالَ مُعَالَجَةِ الْمَرَضِ أَوِ الْاِضْطِرَابُ الْمُسَبِّبُ. سَتُحَدِّدُ الْحَالَةُ الْأَسَاسِيَّةُ الْعِلَاَجَ الْمُنَاسِبَ. عَلَى وَجْهِ التَّحْدِيدِ فِي حَالَاتِ الْحَسَّاسِيَّةِ أَوِ الْمُرْتَبِطَةُ بِالْاِلْتِهَابِ الْمُزْمِنِ، فَإِنَّ عِلَاَجَ السَّبَبِ الْأَسَاسِيِّ أَمْرَ بَالِغَ الْأهَمِّيَّةِ لِتُجَنِّبُ الْمَزِيدُ مِنَ الْأَضْرَارِ الَّتِي قَدْ لَا يُمْكِنُ إِصْلَاحُهَا فِي أَجْهِزَةِ الْجِسْمِ. تَشْمُلُ الْعِلَاَجَاتُ الشَّائِعَةُ لِرُدُودِ الْفِعْلِ التَّحَسُّسِيَّةِ التَّوَقُّفَ عَنِ اِسْتِخْدَامِ الْعَامِلِ الْمُسِيءِ وَإعْطَاءِ مُضَادَّاتٍ الهيستامين. يُمْكِنُ مُعَالَجَةُ فَرْطِ الْقَعْدَاتِ الْمُرْتَبِطَ بِالْعَدْوَى عَنْ طَرِيقِ اِسْتِخْدَامِ الْمُضَادَّاتِ الْحَيَوِيَّةِ لِعِلَاَجِ الْعَدْوَى الْمُسَبِّبَةِ الْكَامِنَةِ، فِي حِينَ أَنَّ فَرْطَ الْقَعْدَاتِ الْمُرْتَبِطَةِ بِالْأَوْرَامِ قَدْ يَكُونُ لَهَا مَسَارُ سَرِيرِيُّ أَكْثَرِ تَعْقِيدًا بِمَا فِي ذَلِكَ الْعِلَاَجِ الْكِيمْيَائِيِّ وَفَصَدَ الْوَرِيدُ الدَّوْرِيُّ.